# Orthotrichum transvaaliense
Orthotrichum transvaaliense är en bladmossart som beskrevs av Rehman och Sim 1926. Orthotrichum transvaaliense ingår i släktet hättemossor, och familjen Orthotrichaceae. Inga underarter finns listade i Catalogue of Life.